# Combate ao Coronavírus
Combate ao Coronavírus foi um programa telejornalístico brasileiro produzido e exibido pela TV Globo entre 17 de março e 22 de maio de 2020, e foi criado com o objetivo de trazer informações, discussões e reportagens acerca da pandemia de COVID-19 no Brasil e no mundo.

## Histórico
Em 16 de março de 2020, a TV Globo, em função de a pandemia causada pelo novo coronavírus (SARS-CoV-2), causador da doença intitulada COVID-19 ter interrompido vários programas da emissora, dentre eles Mais Você, Encontro com Fátima Bernardes, Globo Esporte (este foi incorporado ao Praça TV) e Se Joga, decidiu substituir os dois primeiros, exibidos durante a manhã, por um programa jornalístico dedicado à cobertura do combate à doença. A estreia do programa aumentou a quantidade da programação jornalística da emissora para 11 horas diárias.
O programa iniciou com duas horas de duração e teve mais de 11 pontos de audiência em São Paulo e 14 pontos no Rio de Janeiro, em suas duas primeiras semanas de exibição, entre 17 e 27 de março. Em 16 de abril, a audiência do programa caiu para 7,6 pontos e a média naquela semana foi de 8,3 pontos, o que levou o jornalístico a ser encurtado de duas horas para 55 minutos com a volta do programa de variedades Encontro com Fátima Bernardes.
Em 15 de maio, a direção da Globo decidiu encerrar a produção do programa, motivada pelas constantes quedas de audiência no horário. O último programa foi exibido no dia 22. A faixa ocupada pelo programa foi preenchida pela versão estendida do Bom Dia Brasil e pelo retorno do Encontro com Fátima Bernardes ao seu horário normal. A cobertura da pandemia de COVID-19 foi realocada para os dois programas.